# Франческа Мік'єлін
Франческа Мік'єлін (італ. Francesca Michielin; нар. 25 лютого 1995) — італійська співачка і авторка пісень, що представляла Італію на Євробаченні 2016 із піснею «No Degree of Separation».

## Біографія

### Перші роки
Франческа Мік'єлін народилася 25 лютого 1995 року в італійському місті Бассано-дель-Граппа в провінції Віченца. Її батьки — Ванна Моро (італ. Vanna Moro) і Тіціано Мік'єлін (італ. Tiziano Michielin), вона також має старшого брата за ім'ям Філіппо. В дитинстві Франческа вчилася грати на фортепіано і бас-гітарі. В 14 років вона починає співати у місцевому госпел-хорі її рідного міста. Дякуючи її братові, Франческа почала цікавитися рок-музикою. Вона була шанувальницею таких рок-музикантів як «Bon Iver», Джеф Баклі і Дем'єн Райс. Після того, як Мік'єлін прослухала дебютний альбом «19» британської співачки Адель, вона починає складати власні пісні.

### 2011—2012: «X Factor» і «Riflessi di me»
2011 року Мік'єлін пройшла прослуховування до п'ятого сезону італійської версії «X Factor», співаючи пісню «Whole Lotta Love» гурту «Led Zeppelin».
Її наставником стала співачка Сімона Вентура. Під час конкурсу Франческа виконує «Someone like You» співачки Адель, «Roadhouse Blues» гурту «The Doors» та «Higher Ground» Стіві Вандера.
29 грудня 2011 року, під час півфіналу конкурсу, Мік'єлін виконує пісню «Distratto», яку написали Еліза Тоффолі і Роберто Касаліно спеціально для неї. У фіналі, який відбувся наступного тижня (5 січня 2012 року), співачка перемагає. Нагородою для Мік'єлін став контракт з лейблом «Sony Music» і €300,000.
Її дебютний сингл, «Distratto», вийшов як EP 6 січня 2012 року. 12 січня цього року пісня піднялася до першої позиції італійського національного чарту і стала двічі платиновою в Італії.
17 лютого 2012 року Мік'єлін як гість бере участь у італійському 62-му фестивалі в Сан-Ремо, виконуючи пісню «Al posto del mondo» разом з конкурсанткою К'ярою Чівелло.
Другий сингл співачки, «Sola», вийшов 31 серпня 2012 року. Незабаром вийшов дебютний альбом Франчески, «Riflessi di me», авторами більшості пісень з якого стали Андреа Ріґонат разом з Елізою Тоффолі, Роберто Касаліно і Вірджиніо Сімонеллі. Сама Мік'єлін була автором трьох пісень з альбому.

### 2013—2014: Спільні роботи та «Amazing»
В березні 2013 року Мік'єлін разом з італійським репером Федезом випускає сингл «Cigno nero». Пісня увійшла до складу альбому Федеза «Sig. Brainwash L'arti di accontentare» і стала його другим синглом.

2014 року співачка бере участь в італійському театральному мюзиклі «La ragazza con l'orecchino di perla», який грався 19 і 20 січня в «Teatro Comunale di Bologna». 28 березня цього року Франческа випускає свій новий сингл англійською мовою «Amazing».
2014 року співачка знову працює з репером Федезом — результатом їх співпраці стала пісня «Magnifico», яка увійшла до альбому Федеза «Pop-Hoolista». Відразу після виходу синглу, він потрапив до італійського національного чарту і отримав статус тричі платинового.

### 2015—2016: «di20», музичний фестиваль в Санремо і Євробачення 2016
У квітні 2014 року Мік'єлін повідомила, що вона працює над новим матеріалом. Сингл «L'amore esiste» вийшов 6 березня 2015 року і став першим з другого альбому співачки «di20». Пісня потрапила до топ-10 італійського національного чарту і здобула нагороду «Lunezia Pop Award». Після «L'amore esiste» були випущені наступні сингли Мік'єлін: «Battito di ciglia» 10 липня 2015 року і «Lontano» 25 вересня 2015 року. Дата виходу альбому «di20» — 23 жовтня 2015 року.
У січні 2016 року Франческа вирушила у перший концертний тур містами Італії «Nice to Meet You». Наступного місяця вона бере участь у 66-му фестивалі в Санремо із піснею «Nessun grado di separazione» і займає друге місце. У зв'язку з тим, що гурт Stadio, який переміг на фестивалі, відмовився від участі на Євробаченні 2016 (з моменту повернення Італії на Євробачення, ця країна обирає своїх представників на конкурсі за допомогою фестиваля в Сан-Ремо), італійський мовник «RAI» запропонував Мік'єлін представити Італію на Євробаченні 2016 у Стокгольмі. Співачка майже відразу погодилася. На початку березня 2016 року було підтверджено, що Мік'єлін поїде на Євробачення із піснею «No Degree of Separation» — двомовною версією пісні «Nessun grado di separazione», з якою вона брала участь у фестивалі в Сан-Ремо. «Nessun grado di separazione» піднялася до першої позиції італійського національного чарту.

## Дискографія

### Студійні альбоми
| Назва                                       | Деталі                                                                    | Найвища позиція | Найвища позиція |
| Назва                                       | Деталі                                                                    | ITA             | SWI             |
| ------------------------------------------- | ------------------------------------------------------------------------- | --------------- | --------------- |
| Riflessi di me                              | - Дата виходу: 2 жовтня 2012 - Лейбл: RCA - Формат: CD, Digital download  | 4               | —               |
| di20                                        | - Дата виходу: 23 жовтня 2015 - Лейбл: RCA - Формат: CD, Digital download | 3               | 96              |
| «—» означає, що альбом не потрапив до чарту |                                                                           |                 |                 |

### EP
| Назва                               | Деталі                                                                          | Найвища позиція |
| Назва                               | Деталі                                                                          | ITA             |
| ----------------------------------- | ------------------------------------------------------------------------------- | --------------- |
| Distratto                           | - Дата виходу: 24 січня 2012 - Лейбл: Sony Music - Формат: CD, Digital download | 9               |
| Nice to Meet You Acoustic Live Solo | - Дата виходу: 30 січня 2016 - Лейбл: Sony Music - Формат: Digital download     | 52              |

### Сингли
Як сольний артист
| Назва                                      | Рік  | Найвища позиція | Сертифікація        | Альбом або EP                                                                     |
| Назва                                      | Рік  | ITA             | Сертифікація        | Альбом або EP                                                                     |
| ------------------------------------------ | ---- | --------------- | ------------------- | --------------------------------------------------------------------------------- |
| «Distratto»                                | 2012 | 1               | - FIMI: 2× Platinum | Distratto                                                                         |
| «Sola»                                     | 2012 | 13              | - FIMI: Gold        | Riflessi di me                                                                    |
| «Tutto quello che ho»                      | 2012 | —               |                     | Riflessi di me                                                                    |
| «Se cadrai»                                | 2013 | —               |                     | Riflessi di me                                                                    |
| «Amazing»                                  | 2014 | 75              |                     | The Amazing Spider-Man 2 — Original Motion Picture Soundtrack (Італійська версія) |
| «L'amore esiste»                           | 2015 | 10              | - FIMI: 2× Platinum | di20                                                                              |
| «Battito di ciglia»                        | 2015 | 64              |                     | di20                                                                              |
| «Lontano»                                  | 2015 | 99              |                     | di20                                                                              |
| «Nessun grado di separazione»              | 2016 | 1               | - FIMI: Gold        | di20are                                                                           |
| «—» означає, що сингл не потрапив до чарту |      |                 |                     |                                                                                   |

У співпраці
| Назва                                         | Рік  | Найвища позиція | Сертифікація        | Альбом чи EP                            |
| Назва                                         | Рік  | ITA             |                     | Альбом чи EP                            |
| --------------------------------------------- | ---- | --------------- | ------------------- | --------------------------------------- |
| «Cigno nero» (Федез feat. Франческа Мік'єлін) | 2013 | 8               | - FIMI: 2× Platinum | Sig. Brainwash − L'arte di accontentare |
| «Magnifico» (Федез feat. Франческа Мік'єлін)  | 2014 | 1               | - FIMI: 5× Platinum | Pop-Hoolista                            |

### Музичні відео
| Назва                         | Рік  | Директор(и)      |
| ----------------------------- | ---- | ---------------- |
| «Distratto»                   | 2012 | Стефано Солліма  |
| «Sola»                        | 2012 | Марко Салом      |
| «Tutto quello che ho»         | 2012 | Марко Салом      |
| «Se cadrai»                   | 2013 | Марко Салом      |
| «Cigno nero»                  | 2013 | Н/Д              |
| «Amazing»                     | 2014 | Ґаетано Морбіолі |
| «Magnifico»                   | 2014 | Косімо Алема     |
| «L'amore esiste»              | 2015 | Джакомо Трілья   |
| «Battito di ciglia»           | 2015 | Джакомо Трілья   |
| «Lontano»                     | 2015 | Джакомо Трілья   |
| «25 febbraio»                 | 2015 | Джакомо Трілья   |
| «Nessun grado di separazione» | 2016 | Джакомо Трілья   |